# リポヴァン人

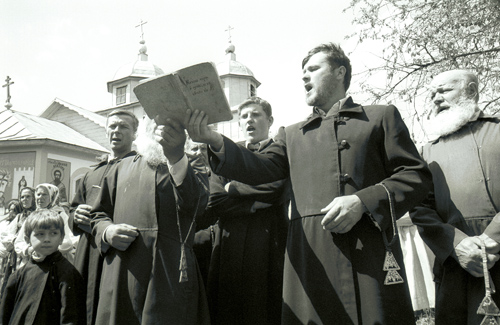
リポヴァン人がルーマニアの村の教会前で古儀式派の儀式中（2004年）。

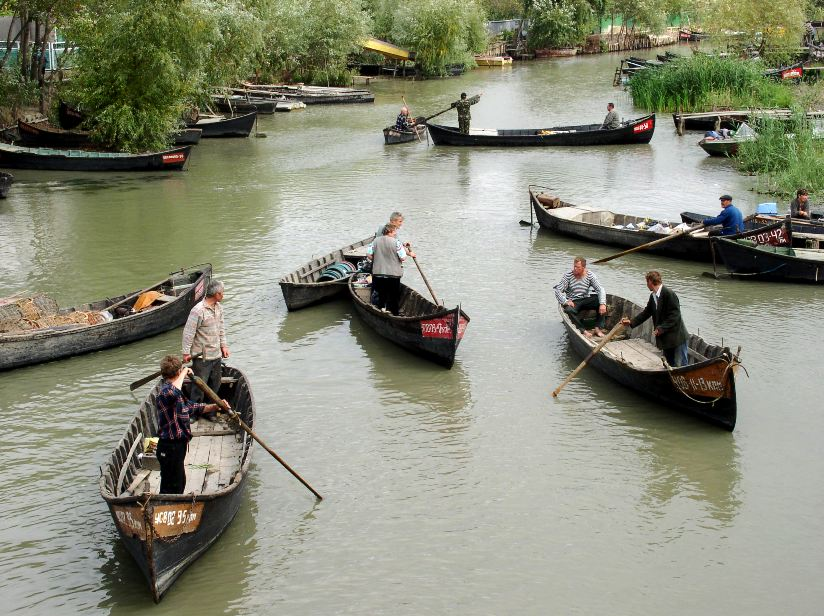
ウクライナのヴィルコヴェで漁労を営むリポヴァン人（2013年）。

リポヴァン人（英語: Lipovans、ロシア語: липовáне,、ルーマニア語: lipoveni,、ウクライナ語: липовани）は、ルーマニアのモルダヴィア地域とドブロジャとムンテニア地域に定住した、主にロシア民族出身でロシア正教でも古儀式派の信者を指す。2002年の人口調査では、ルーマニアのドブロジャに35,791人のリポヴァン人が住んでいる。
リポヴァンの語源ははっきりしないが、ボダイジュ（ロシア語のЛипа＝リパ）であるという説がある。
リポヴァン人と呼ばれる人々は、18世紀以降のロシア帝国でロシア正教からの分離派として、移住した人々である。モルダヴィアのプルト川下流域およびドナウ川河口デルタで、現在でもロシア語を使い暮らしている。
同じくドナウ川河口デルタにあるウクライナのヴィルコヴェ（Vylkove、北緯45度23分57秒 東経29度35分37秒 / 北緯45.39917度 東経29.59361度）にもリポヴァン人が多く住む。

## 参照項目
- 古儀式派